# Tuffi ai III Giochi olimpici giovanili estivi
Le gare di tuffi della terza olimpiade giovanile sono state disputate dal 13 al 17 ottobre 2018 presso il Parque Polideportivo Roca di Buenos Aires. Sono stati assegnati i titoli olimpici giovanili in due specialità per sesso e nella gara a squadre miste.

## Qualificazioni

### Trampolino 3m
| Eventi                                      | Luogo        | Data              | Posti totali | Ragazzi qualificati                                                              | Ragazze qualificate                                                              |
| ------------------------------------------- | ------------ | ----------------- | ------------ | -------------------------------------------------------------------------------- | -------------------------------------------------------------------------------- |
| Nazione ospitante                           | -            | -                 | 1 0          | Argentina                                                                        | Argentina                                                                        |
| Campionati mondiali giovanili di nuoto 2018 | Ucraina Kiev | 23–29 luglio 2018 | 9            | Colombia Cina Gran Bretagna Australia Canada Germania Spagna Messico Paesi Bassi | Cina Australia Russia Gran Bretagna Stati Uniti Messico Germania Italia Svizzera |
| Riallocazione                               | -            | -                 | 2            | Francia Russia Italia Romania Stati Uniti                                        | Malaysia Norvegia Brasile Canada Spagna Ucraina                                  |
| TOTALE                                      |              |                   |              | 12 14                                                                            | 12 15                                                                            |

### Piattaforma 10m
| Eventi                                      | Luogo        | Data              | Posti totali | Ragazzi qualificati                                                                    | Ragazze qualificate                                                              |
| ------------------------------------------- | ------------ | ----------------- | ------------ | -------------------------------------------------------------------------------------- | -------------------------------------------------------------------------------- |
| Nazione ospitante                           | -            | -                 | 1 0          | Argentina                                                                              | Argentina                                                                        |
| Campionati mondiali giovanili di nuoto 2018 | Ucraina Kiev | 23–29 luglio 2018 | 9            | Cina Russia Germania Giappone Malaysia Ucraina Gran Bretagna Stati Uniti Canada Grecia | Cina Russia Germania Australia Messico Ucraina Italia Stati Uniti Canada Irlanda |
| Riallocazione                               | -            | -                 | 2            | Colombia Romania Italia Messico                                                        | Finlandia Norvegia Kazakistan Brasile Malaysia                                   |
| TOTALE                                      |              |                   |              | 12                                                                                     | 12 11                                                                            |

## Partecipanti
| Nazioni       | Ragazzi       | Ragazzi         | Ragazze       | Ragazze          | Totale | Totale |
| Nazioni       | Trampolino 3m | Piattaforma 10m | Trampolino 3m | 1Piattaforma 10m | Quote  | Atleti |
| ------------- | ------------- | --------------- | ------------- | ---------------- | ------ | ------ |
| Australia     | X             |                 | X             |                  | 2      | 2      |
| Brasile       |               |                 | X             | X                | 2      | 1      |
| Canada        | X             | X               | X             | X                | 4      | 2      |
| Cina          | X             | X               | X             | X                | 4      | 2      |
| Colombia      | X             | X               |               |                  | 2      | 1      |
| Finlandia     |               |                 |               | X                | 1      | 1      |
| Francia       | X             |                 |               |                  | 1      | 1      |
| Germania      | X             | X               | X             | X                | 4      | 2      |
| Gran Bretagna | X             |                 | X             |                  | 2      | 2      |
| Grecia        |               | X               |               |                  | 1      | 1      |
| Irlanda       |               |                 |               | X                | 1      | 1      |
| Italia        | X             | X               | X             |                  | 3      | 2      |
| Kazakistan    |               |                 |               | X                | 1      | 1      |
| Malaysia      |               | X               | X             | X                | 3      | 2      |
| Messico       | X             | X               | X             | X                | 4      | 2      |
| Paesi Bassi   | X             |                 |               |                  | 1      | 1      |
| Norvegia      |               |                 | X             | X                | 2      | 1      |
| Romania       | X             | X               |               |                  | 2      | 1      |
| Russia        | X             | X               | X             |                  | 3      | 2      |
| Spagna        | X             |                 | X             |                  | 2      | 2      |
| Svizzera      |               |                 | X             |                  | 1      | 1      |
| Ucraina       |               | X               | X             | X                | 3      | 2      |
| Stati Uniti   | X             | X               | X             |                  | 3      | 2      |
| 23 Nazioni    | 14            | 12              | 15            | 11               | 52     | 35     |

## Podi

### Ragazzi
| Evento                      | Oro             | Perform. | Argento         | Perform. | Bronzo          | Perform. |
| Trampolino 3m (dettagli)    | Daniel Restrepo | 576,05   | Anthony Harding | 559,50   | Ruslan Ternovoj | 551,20   |
| Piattaforma 10 m (dettagli) | Randal Willars  | 609,80   | Lian Junjie     | 600,05   | Ruslan Ternovoj | 596,85   |

### Ragazze
| Evento                      | Oro      | Perform. | Argento         | Perform. | Bronzo           | Perform. |
| Trampolino 3m (dettagli)    | Lin Shan | 505,50   | Ul'jana Kljueva | 445,05   | Bridget O'Neil   | 439,60   |
| Piattaforma 10 m (dettagli) | Lin Shan | 466,50   | Sofija Lyskun   | 406,10   | Gabriela Agúndez | 405,55   |

### Misti
| Evento                          | Oro                                    | Perform. | Argento                                | Perform. | Bronzo                                      | Perform. |
| Gara a squadre miste (dettagli) | Squadra mista Lin Shan Daniel Restrepo | 391,35   | Squadra mista Elena Wassen Lian Junjie | 390,10   | Squadra mista Sofija Lyskun Ruslan Ternovoj | 371,15   |